# Hélder Castro
Hélder Fernando Ferreira de Castro (Fiães, 24 gennaio 1986) è un ex calciatore portoghese, di ruolo centrocampista.

## Carriera
Ha giocato nella massima serie dei campionati portoghese, rumeno e cipriota.